# Дашков Федір Федорович
Дашков Федір Федорович (нар. 26 січня 1924 — пом. 1987) — радянський футболіст, що виступав на позиції нападника. Перш за все відомий завдяки грі у складі київського «Динамо», капітаном якого був у 1950–1951 роках. Після завершення активної кар'єри гравця став футбольним тренером.

## Життєпис
Федір Дашков — вихованець робітничого колективу ХПЗ.